# Олег Новковић
Олег Новковић (Београд, 28. март 1968) српски је редитељ, сценариста и универзитетски професор.

## Биографија
Дипломирао је ФТВ режију на ФДУ, у класи професора Срђана Карановића. Дебитовао је својим дипломским филмом Кажи зашто ме остави, снимљеним 1993. године и премијерно приказаним на Филмском фестивалу у Нишу исте године.
Његов филм Сутра ујутру је освојио укупно четири награде на два филмска фестивала: у Котбусу и Карловим Варима.
Режирао је седам филмова и написао два сценарија. Снимио је неколико телевизијских документараца.
Предаје филмску режију на Факултету драмских уметности.
Члан је Европске филмске академије.

## Филмографија

### Редитељ
| Год.      | Назив                                  |
| --------- | -------------------------------------- |
| 2020-2022 | Мочвара (серија)                       |
| 2020      | Жив човек                              |
| 2015      | Отаџбина                               |
| 2010      | Бели, бели свет                        |
| 2006      | Сутра ујутру                           |
| 2001      | Нормални људи                          |
| 2000      | Кратки филм о Бати (Документарни филм) |
| 1995      | Сложна браћа (ТВ серија)               |
| 1993      | Кажи зашто ме остави                   |
| 1991      | Помрачење (филм)                       |

### Сценариста
| Год. | Назив                |
| ---- | -------------------- |
| 2001 | Нормални људи        |
| 1993 | Кажи зашто ме остави |